# Liste der Naturdenkmale in Ebersbach (bei Großenhain)
Die Liste der Naturdenkmale in Ebersbach (bei Großenhain) nennt die Naturdenkmale in Ebersbach im sächsischen Landkreis Meißen.

## Definition
„Naturdenkmäler sind rechtsverbindlich festgesetzte Einzelschöpfungen der Natur oder entsprechende Flächen bis zu fünf Hektar, deren besonderer Schutz erforderlich ist
1. aus wissenschaftlichen, naturgeschichtlichen oder landeskundlichen Gründen oder
2. wegen ihrer Seltenheit, Eigenart oder Schönheit.“

„§ 18 – Naturdenkmäler – (zu § 28 BNatSchG)
(1) Die Erklärung nach § 22 Abs. 1 BNatSchG von Teilen von Natur und Landschaft als Naturdenkmal erfolgt durch Rechtsverordnung oder Einzelanordnung.
(2) Über § 28 Abs. 1 BNatSchG hinaus können Naturdenkmäler zur Sicherung von Lebensgemeinschaften oder Lebensstätten von im Bestand gefährdeten oder streng geschützten Arten festgesetzt werden.“

## Liste
Diese Auflistung unterscheidet zwischen Flächennaturdenkmalen (FND) mit einer Fläche bis zu 5 ha (bei Verordnung nach DDR-Recht auch mehr) und Einzel-Naturdenkmalen (ND).
Link zu einem Kartenansichtstool, um Koordinaten zu setzen.
| Bild                          | Bezeichnung                                       | Lage                                                | Beschreibung        | Datum | Nummer |
| ----------------------------- | ------------------------------------------------- | --------------------------------------------------- | ------------------- | ----- | ------ |
| BW                            | Stieleiche auf dem Knochenberg Rödern             | Rödern (51° 14′ 1,2″ N, 13° 42′ 52″ O)              |                     |       | RG 497 |
| mehr Fotos \| Fotos hochladen | 8 Eichen am Nordwestrand des Zeisigbusches Rödern | Rödern (51° 13′ 59,7″ N, 13° 42′ 17,9″ O)           |                     |       | RG 501 |
| mehr Fotos \| Fotos hochladen | Oberer Zeisigbusch Rödern                         | Rödern (51° 13′ 55,7″ N, 13° 42′ 30,7″ O)           | Fläche ca. 4,88 ha. |       | RG 048 |
| mehr Fotos \| Fotos hochladen | Techertschlucht Rödern                            | Rödern, Radeburg (51° 13′ 14,4″ N, 13° 41′ 53,1″ O) | Fläche ca. 4,96 ha. |       | RG 049 |
| mehr Fotos \| Fotos hochladen | Röderbogen Rödern                                 | Rödern (51° 14′ 2,2″ N, 13° 42′ 7,5″ O)             | Fläche ca. 2,5 ha.  |       | RG 050 |
| BW                            | Eichbusch Lauterbach                              | Lauterbach (51° 13′ 29,9″ N, 13° 36′ 18,1″ O)       | Fläche ca. 4,98 ha. |       | RG 051 |
| BW                            | Röderauwald Buchholz bei Kalkreuth                | Kalkreuth (51° 17′ 21″ N, 13° 36′ 16,2″ O)          | Fläche ca. 3,53 ha. |       | RG 053 |
| BW                            | Gertraudenhain Bieberach                          | Bieberach (51° 16′ 34,6″ N, 13° 38′ 33,6″ O)        | Fläche ca. 4,87 ha. |       | RG 054 |
| BW                            | Ebersbacher Tal                                   | Ebersbach (51° 14′ 3,4″ N, 13° 38′ 31″ O)           | Fläche ca. 3,3 ha.  |       | RG 057 |
| BW                            | Röderaltarme am Buchholz Kalkreuth                | Kalkreuth (51° 17′ 29″ N, 13° 36′ 6,2″ O)           | Fläche ca. 2,50 ha. |       | RG 097 |
| BW                            | Sorbicht am Folgenberg Ebersbach                  | Ebersbach (51° 15′ 38,2″ N, 13° 37′ 54,5″ O)        | Fläche ca. 4,29 ha. |       | RG 103 |
| BW                            | Silberberg bei Steinbach                          | Naunhof (51° 11′ 38,7″ N, 13° 38′ 48,8″ O)          | Fläche ca. 1,92 ha. |       | RG 105 |
| BW                            | Schönbergteich Naunhof                            | Naunhof (51° 12′ 33,1″ N, 13° 38′ 57,4″ O)          | Fläche ca. 1,94 ha. |       | RG 106 |
| BW                            | Hirschwiese Naunhof                               | Naunhof (51° 12′ 38,2″ N, 13° 37′ 13,7″ O)          | Fläche ca. 1,35 ha. |       | RG 108 |
| BW                            | Reicher Busch Naunhof                             | Naunhof (51° 13′ 27,1″ N, 13° 37′ 6,5″ O)           | Fläche ca. 0,69 ha. |       | RG 111 |
| BW                            | Lauterbacher Lindenberg                           | Lauterbach (51° 13′ 37,8″ N, 13° 37′ 2,3″ O)        | Fläche ca. 4,43 ha. |       | RG 113 |
| BW                            | Erlicht Beiersdorf                                | Beiersdorf (51° 14′ 33,9″ N, 13° 36′ 55,8″ O)       | Fläche ca. 0,33 ha. |       | RG 114 |
| BW                            | Häßlich Cunnersdorf                               | Cunnersdorf (51° 16′ 8,6″ N, 13° 40′ 11,4″ O)       | Fläche ca. 2,31 ha. |       | RG 118 |
| BW                            | Weinholzteich Rödern                              | Niederrödern (51° 14′ 32,2″ N, 13° 42′ 58,3″ O)     | Fläche ca. 4,62 ha. |       | RG 122 |
| BW                            | Weinberg Rödern                                   | Niederrödern (51° 14′ 13,2″ N, 13° 42′ 41,2″ O)     | Fläche ca. 2,46 ha. |       | RG 124 |
| BW                            | Trockenkuppe Rödern                               | Niederrödern (51° 14′ 7,7″ N, 13° 42′ 32,9″ O)      | Fläche ca. 0,63 ha. |       | RG 125 |
| mehr Fotos \| Fotos hochladen | Zeisigbuschbruch Rödern                           | Niederrödern (51° 13′ 54,6″ N, 13° 42′ 21″ O)       | Fläche ca. 4,44 ha. |       | RG 126 |
| BW                            | Bruchwald am Lenzberg Ebersbach                   | Ebersbach (51° 13′ 2,2″ N, 13° 41′ 5,9″ O)          | Fläche ca. 1,58 ha. |       | RG 128 |
| BW                            | Lehmgruben am Forsthaus Waldschänke               | (51° 14′ 12,9″ N, 13° 44′ 50,3″ O)                  | Fläche ca. 4,95 ha. |       | RG 128 |
| BW                            | Talsperrenwiese Reinersdorf                       | Reinersdorf (51° 15′ 5,4″ N, 13° 35′ 44,7″ O)       | Fläche ca. 2,25 ha. |       | RG 165 |
| BW                            | Feldgehölz Heideteich Lauterbach                  | Lauterbach (51° 13′ 47,7″ N, 13° 37′ 28,6″ O)       | Fläche ca. 4,28 ha. |       | RG 166 |